# 克拉蒙斯哈根
克拉蒙斯哈根是德国梅克伦堡-前波莫瑞州的一个市镇。总面积10.13平方公里，总人口518人，其中男性274人，女性244人（2011年12月31日），人口密度51人/平方公里。